# Casa de Maroto
La casa de Maroto es un linaje nobiliario de España. La familia ganó relevancia por su extenso servicio militar, una serie de matrimonios exitosos y la adquisición de varios títulos.

## Historia
La Casa de Maroto fue fundada en Zamora durante el siglo XVII a partir del matrimonio entre Rafael Maroto y Grecia González. Entre sus hijos se encuentran Rafael Maroto y González y Ramón Maroto y González. 
Rafael Maroto y González fue un capitán militar que actuó como administrador del Visitador de Rentas en Lorca. Su hijo, Rafael Maroto Yserns, fue un general español, conocido tanto por su participación en el bando español en las guerras de independencia de Sudamérica como en el bando carlista en la Primera Guerra Carlista. El rey carlista Carlos V le concedió los títulos de vizconde de Elgueta y conde de Casa Maroto. 

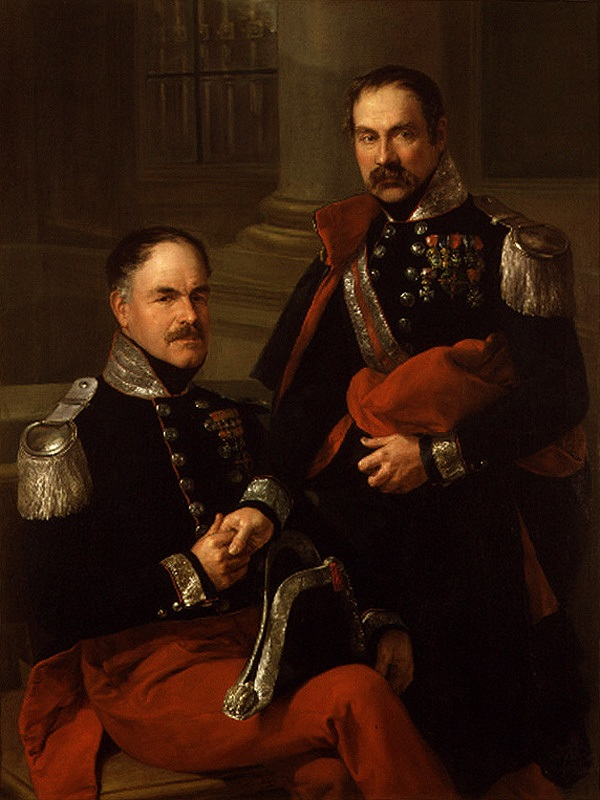
Retrato de Rafael Maroto junto a Baldomero Espartero, Príncipe de Vergara.

Ramón Maroto y González fue teniente del regimiento español y estableció una rama de la familia en Palma de Mallorca. Casó con María Francisca Villalonga y Ferrandell, II marquesa de Casa Ferrandell. El Marqués de Casa Ferrandell fue posteriormente rehabilitado en 1917 por el rey Alfonso XIII a favor de Fernando González Valerio y González Maroto.  El título ha permanecido desde entonces en la familia y actualmente lo ostenta Natalia Maroto de Mesa, VIII marquesa de Casa Ferrandell.

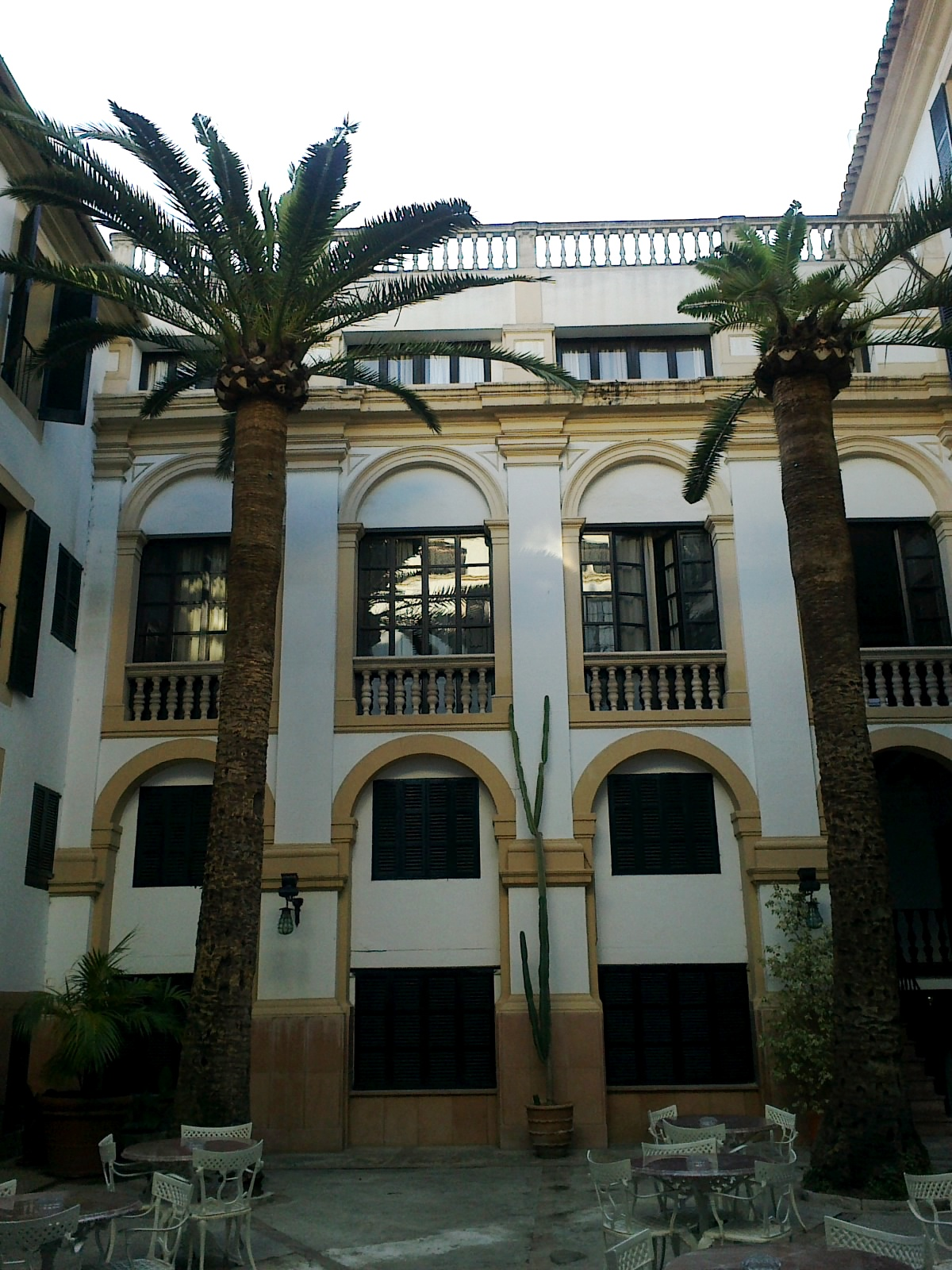
Palacio de la Marquesado de Casa Ferrandell (Can Maroto) en Palma.

En 1891, el rey Alfonso XIII concedió el Marqués de Santo Domingo a Juan Maroto y Polo, que casó con Lorenza Pérez del Pulgar y Fernández de Villavicencio, VII marquesa de Pozoblanco. El matrimonio tuvo tres hijos, Francisco Maroto y Pérez del Pulgar, II marqués de Santo Domingo, Juan Maroto y Pérez del Pulgar, IX marqués de Pozoblanco, y María Eulalia Maroto y Pérez del Pulgar.
María Eulalia Maroto y Pérez del Pulgar se casó con Ramón Colón de Carvajal y Hurtado de Mendoza, descendiente de Cristóbal Colón. Su segundo hijo, Cristóbal Colón de Carvajal y Maroto,  XVII duque de Veragua, fue un destacado estadista y oficial de la Armada Española. La hija de Juan Maroto y Pérez del Pulgar, Agustina Maroto y von Nagel, heredó tanto el Marquesado de Santo Domingo como el Marquesado de Pozoblanco. Agustina también heredó de su tía María Teresa Pérez del Pulgar y de Muguiro el Marqués de Salar, el conde de Clavijo, el conde de Belmonte de Tajo y el conde de Maseguilla.
Durante el siglo XIX, miembros de la familia mantuvieron presencia en la Capitanía General de Cuba. Fueron miembros destacados de esta rama Francisco Ponce de León y Maroto, Conde de Casa Ponce de León y Maroto, y Antonio Ponce de León y Maroto, Marqués de Aguas Claras. 

## Miembros Notables
- Ramón Maroto y González, teniente del regimiento español.
- Rafael Maroto, General español, Vizconde de Elgueta, Conde de Casa Maroto, Gran Cruz de la Orden de Isabel la Católica, Caballero de la Real y Militar Orden de San Hermenegildo.

- Francisco Maroto y Pérez del Pulgar, II Marqués de Santo Domingo, caballero de la Real Cuerpo de la Nobleza de Madrid, y de la Real Hermandad de Nobles Caballeros de Nuestra Señora del Portillo de Zaragoza.[10]

- Juan Maroto y Pérez del Pulgar, IX Marqués del Pozoblanco, Capitán de los Gentilhombres de cámara con ejercicio.[10]
- Juan Francisco Martínez de las Rivas y Maroto, XII Marqués del Salar.[10]

- Agustina Maroto y von Nagel, XII Marquesa del Salar, XI Condesa de Clavijo, Condesa de Belmonte de Tajo, Marquesa de Pozoblanco, Condesa de Maseguilla, III Marquesa de Santo Domingo y Grande de España.[10]

- Cristóbal Colón de Carvajal y Maroto, decimoséptimo duque de Veragua, decimosexto duque de la Vega, marqués de Aguilafuente, marqués de Jamaica, decimonoveno almirante del Mar Océana, Adelantado de las Indias, dos veces Grande de España y caballero de la Orden de Santiago.[16]
- Juan Maroto y Polo, I Marqués de Santo Domingo y Mayordomo de semana del Rey Alfonso XIII.[17]
- Fernando González Valerio y González Maroto, III Marqués de Casa Ferrandell y Grande de España.[18]
- Ramón Maroto y Moxó, IV Marqués de Casa Ferrandell y Grande de España.[10]
- Manuel Maroto y Coll, V Marqués de Casa Ferrandell y Grande de España.[10]
- María Victoria Maroto y de Mesa, VI Marquesa de Casa Ferrandell y Grande de España.[10]
- Ramón Maroto Cotoner, VII Marqués de Casa Ferrandell y Grande de España.[10]
- Natalia Maroto de Mesa, VIII Marquesa de Casa Ferrandell y Grande de España.[10]
- Ignacio de Palacio y Maroto, II Marqués del Llano de San Javier, IV Conde de Almenas.[10] [19]
- Antonio Ponce de León y Maroto, I Marqués de Aguas Claras.[10]
- Doctor Francisco José de Jesús Cipriano Ponce de León y Maroto, Ortiz y Montaña, I Conde de Casa Ponce de León y Maroto.[10]